# Сан Никола дел’Алто
Сан Никола дел'Алто (итал. San Nicola dell'Alto) је насеље у Италији у округу Кротоне, региону Калабрија.
Према процени из 2011. у насељу је живело 898 становника. Насеље се налази на надморској висини од 538 м.

## Становништво
Према резултатима пописа становништва 2011. у општини је живело 898 становника.
| 1931. | 1936. | 1951. | 1961. | 1971. | 1981. | 1991. | 2001. | 2011. |
| ----- | ----- | ----- | ----- | ----- | ----- | ----- | ----- | ----- |
| 2.298 | 2.392 | 2.687 | 2.571 | 2.067 | 1.721 | 1.426 | 1.105 | 898   |